# 547 Dywizja Grenadierów (III Rzesza)
547 Dywizja Grenadierów (niem. 547. Grenadier-Division) – niemiecka dywizja z czasów II wojny światowej, sformowana w Luksemburgu na mocy rozkazu z 11 lipca 1944, w 29 fali mobilizacyjnej w XII Okręgu Wojskowym. Dywizję utworzono jako jednostkę zaporową (niem. Sperr-Division). 9 października 1944 przemianowano ją na 577 Dywizję Grenadierów Ludowych (547. Volks-Grenadier-Division).

## Szlak bojowy
Krótko po utworzeniu dywizję skierowano na front wschodni, gdzie brała udział w obronie Prus Wschodnich i ostatecznie została zepchnięta pod Gdańsk. W marcu 1945 została przerzucona drogą morską do Niemiec. Tam włączono ją do III Armii Pancernej zajmującej pozycje nad Odrą. 10 marca włączono do niej dwa pułki ze szkieletowej Dywizji Piechoty Hanower. Dywizja brała udział w walkach w kwietniu 1945 i poddała się wojskom amerykańskim 4 maja pod Schwerinem.

## Struktura organizacyjna
- Struktura organizacyjna w lipcu 1944:

1091., 1092. i 1093. pułk grenadierów, 1547. pułk artylerii, 1547. batalion pionierów, 547. dywizyjna kompania fizylierów, 1547. oddział przeciwpancerny, 1547. oddział łączności, 1547. polowy batalion zapasowy;
- Struktura organizacyjna w październiku 1944:

1091., 1092. i 1093. pułk grenadierów, 1547. pułk artylerii, 1547. batalion pionierów, 547. dywizyjna kompania fizylierów, 1547. oddział przeciwpancerny, 1547. oddział łączności, 1547. polowy batalion zapasowy;
- Struktura organizacyjna w marcu 1945:

1091. i 1092. pułk grenadierów, 1547. pułk artylerii, 1547. batalion pionierów, 547. dywizyjna kompania fizylierów, 1547. oddział przeciwpancerny, 1547. oddział łączności, 1547. polowy batalion zapasowy;

## Dowódcy dywizji
- Generalmajor der Reserve Ernst Meiners 13 VII 1944 – 8 II 1945;
- Generalmajor Erich Fronhöfer 8 II 1945 – 8 V 1945;